# Джейда Стивънс
Джейда Стивънс (на английски: Jada Stevens) е американска порнографска актриса.
Родена е на 4 юли 1988 г. в град Снелвил, щата Джорджия, САЩ. Нейният етнически произход е чероки и ирландски.

## Кариера
Дебютира като актриса в порнографската индустрия през 2008 г., когато е на 20-годишна възраст.
Подписва ексклузивен едногодишен договор с компанията „ArchAngel Productions“, който влиза в сила от 1 ноември 2014 г. и предвижда участието ѝ в минимум 30 сцени.
През 2015 г. е включена в списъка „Мръсната дузина: най-големите звезди на порното“ на телевизионния канал CNBC.
Водеща е на наградите Urban X през 2017 г. заедно с Мия Изабела.

## Награди и номинации
Носителка на награди
- 2012: AVN награда за най-добра секс сцена с тройка (момиче/момиче/момче) – „Ass Worship“ (с Кристина Роуз и Начо Видал).[6]
- 2012: Urban X награда за междурасова звезда на годината.[7]
- 2014: XRCO награда за оргазмен аналист.[8]
- 2016: XBIZ награда за най-добра секс сцена в продукция с всякакъв секс – „Междурасово и анално“ (с Уесли Пайпс).[9]
- 2017: Urban X зала на славата.[10]

Номинации
- 2013: Номинация за AVN награда за изпълнителка на годината.[11]
- 2013: Номинация за XRCO награда за изпълнителка на годината.[12]
- 2013: Номинация за XRCO награда за оргазмен оралист.[12]
- 2013: Номинация за XRCO награда за оргазмен аналист.[12]
- 2013: Номинация за NightMoves награда за най-добро дупе.[13]
- 2014: Номинация за AVN награда за изпълнителка на годината.[14]
- 2014: Номинация за XRCO награда за изпълнителка на годината.[15]
- 2014: Номинация за XRCO награда за супермръсница.[15]
- 2015: Номинация за AVN награда за изпълнителка на годината.[16]
- 2015: Номинация за XBIZ награда за изпълнителка на годината.[17]